# Kanton Plouaret
Kanton Plouaret (fr. Canton de Plouaret) je francouzský kanton v departementu Côtes-d'Armor v regionu Bretaň. Tvoří ho devět obcí.

## Obce kantonu
- Loguivy-Plougras
- Plouaret
- Plounérin
- Plounévez-Moëdec
- Plougras
- Pluzunet
- Tonquédec
- Trégrom
- Le Vieux-Marché